# Kurtharzia sulcata
Kurtharzia sulcata is een rechtvleugelig insect uit de familie Pamphagidae. De wetenschappelijke naam van deze soort is voor het eerst geldig gepubliceerd in 1912 door Bolívar.
1. ↑  (en) Kurtharzia sulcata op de IUCN Red List of Threatened Species.